# Oxira canescens
Oxira canescens là một loài bướm đêm trong họ Noctuidae.